# Chartocerus conjugalis
Chartocerus conjugalis är en stekelart som först beskrevs av Mercet 1916.  Chartocerus conjugalis ingår i släktet Chartocerus och familjen långklubbsteklar. Inga underarter finns listade i Catalogue of Life.